# Biegun wiatrów
Biegun wiatrów – obszar na Antarktydzie, leżący na Ziemi Adeli, gdzie prędkość wiatrów dochodzi do 10-20 m/s, a niekiedy nawet do 90 m/s. Ten biegun jest także najbardziej wietrznym miejscem na świecie. 